# Rolandas Makrickas
Rolandas Makrickas (* 31. ledna 1972 Biržai) je litevský římskokatolický kněz a biskup, od roku 2024 arcikněz-koadjutor baziliky Panny Marie Sněžné v Římě a kardinál.

## Život
V roce 1990 vstoupil do semináře v Kaunasu, od roku 1991 byl vyslán na studia na Papežskou univerzitě Gregoriana v Římě. Kněžské svěcení přijal v roce 1996 a byl inkardinován do diecéze panevėžyské. o svěcení se stal podsekretářem litevské biskupské konference a byl jím až do roku 2001. Roku 2004 obdržel doktorát církevních dějin na Gregorianě. V letech 2003–2006 studoval na Papežské církevní akademii, pak začal působit v diplomatických službách Svatého Stolce. Roku 2019 začal působit na sekci pro všeobecné záležitosti vatikánského Státního sekretariátu jako administrativní šéf. 15. prosince 2023 jej papež František jmenoval mimořádným komisařem pro baziliku Panny Marie Sněžné v Římě s pověřením pečovat o kapitulní majetky. 

### Biskupská služba
11. února 2023 jej papež František jmenoval titulárním biskupem diecéze Tolentino s osobním titulem arcibiskupa a 15. dubna téhož roku přijal biskupské svěcení. 

### Kardinálská kreace
V neděli 6. října 2024 papež František oznámil, že na 8. prosince 2024 svolá konzistoř, v níž bude jmenovat 21 nových kardinálů a mezi nimi také Mons. Makrickase.